# Ateuchus hypocrita
Ateuchus hypocrita är en skalbaggsart som beskrevs av Vladimir Balthasar 1939. Ateuchus hypocrita ingår i släktet Ateuchus och familjen bladhorningar. Inga underarter finns listade.